# Anna Geis
Anna Geis (* 1971) ist eine deutsche Politologin und Universitätsprofessorin für Politikwissenschaft an der Helmut-Schmidt-Universität Hamburg. 

## Werdegang
Nach ihrem Studium der Politikwissenschaft, Neuere Geschichte und Germanistik an der TU Darmstadt und der University of Warwick war Geis von 1999 bis 2002 als Wissenschaftliche Mitarbeiterin am Institut für Politische Wissenschaft der Universität Hamburg tätig. 2002 wurde sie mit einer Dissertation zum Beteiligungsverfahren zur zukünftigen Entwicklung des Frankfurter  Flughafens bei Michael Th. Greven am Fachbereich Sozialwissenschaften der Universität Hamburg zum Dr. phil. promoviert. 
Anschließend war sie bis 2009 Wissenschaftliche Mitarbeiterin und Projektleiterin an der Hessischen Stiftung Friedens- und Konfliktforschung (HSFK) in Frankfurt am Main, wo sie gemeinsam mit Harald Müller ein DFG-gefördertes Forschungsprojekt zur Kriegsbeteiligung demokratischer Staaten leitete. Vom Wintersemester 2007 an übernahm sie für drei Jahre Vertretungsprofessuren für Politikwissenschaft an der Goethe-Universität Frankfurt am Main sowie im Wintersemester 2010 am Geschwister-Scholl-Institut der Ludwig-Maximilians-Universität München.
Von 2009 bis 2012 forschte sie als Wissenschaftliche Mitarbeiterin im Exzellenzcluster „Herausbildung normativer Ordnungen“ an der Goethe-Universität Frankfurt am Main (Arbeitsbereich Internationale Organisationen). Im Sommersemester 2011 verbrachte sie einen  Forschungsaufenthalt am Hamburger Institut für Sozialforschung. 2012 habilitierte sie am Fachbereich Gesellschaftswissenschaften der Goethe-Universität Frankfurt am Main, anschließend folgte sie einem Ruf auf eine Professur für Politikwissenschaft unter besonderer Berücksichtigung der Internationalen Beziehungen am Institut für Politikwissenschaft der Otto-von-Guericke-Universität Magdeburg. Nach vier Jahren in Magdeburg folgte sie 2016 einem Ruf an die Helmut-Schmidt-Universität Hamburg, wo sie seither den Lehrstuhl für Politikwissenschaft führt.    

## Publikationen (Auszug)
- mit Frank Nullmeier, Christopher Daase: Der Aufstieg der Legitimitätspolitik : Rechtfertigung und Kritik politisch-ökonomischer Ordnungen. Nomos Verlag 2012 ISBN 978-3-8329-7254-7
- Schattenseiten des demokratischen Friedens : zur Kritik einer Theorie liberaler Außen- und Sicherheitspolitik Campus-Verlag 2007 ISBN 978-3-593-38431-3
- Den Krieg überdenken: Kriegsbegriffe und Kriegstheorien in der Kontroverse. Nomos Verlag 2006 ISBN 978-3-8329-1323-6
- Blockaden staatlicher Politik Campus Verlag 2005 ISBN 978-3-593-37586-1 (eingeschränkte Vorschau)
- Regieren mit Mediation VS Verlag für Sozialwissenschaften 2005 ISBN 978-3-8100-3988-0 (eingeschränkte Vorschau)
- Umstritten, aber wirkungsvoll Leibniz-Institut Hessische Stiftung Friedens- und Konfliktforschung 2003 ISBN 978-3-933293-89-3

## Auszeichnungen
- 2006 Nachwuchspreis der DVPW[1]